# Pierre Bianconi
Pour les articles homonymes, voir Bianconi.
Pierre Bianconi est un footballeur français né le 16 novembre 1962 à Bastia, et  disparu le 29 décembre 1993 dans la même ville. Il évolue au poste de défenseur du début des années 1980 au début des années 1990.

## Biographie

### En club
Formé à l'Étoile filante bastiaise et à l'INF Vichy, il évolue par la suite au SEC Bastia, au RCFC Besançon, à l'AS Cannes, au Nîmes Olympique et au Paris SG.
Il dispute un total de 18 matchs en Division 1, sans inscrire de but, et 148 matchs en Division 2, pour 5 buts inscrits. Il inscrit notamment un doublé face au club de Clermont-Ferrand le 27 août 1988.
Joueur très agressif et sanguin sur le terrain, il reçoit de nombreux cartons tout au long de sa carrière. En 1985, lors d'un match amical opposant le Nîmes Olympique au Toulouse FC, il  gifle Beto Marcico. L'arbitre décide de l'exclure, il déchire alors le carton rouge et assène un coup de tête à l'homme en noir. Il écope de 6 mois de suspension.

### En sélection
Le 2 septembre 1989, il honore sa première sélection avec la Corse. La Squadra Corsa bat alors le SC Toulon 4-3. 

## Disparition
Sympathisant nationaliste, proche du MPA, il disparaît mystérieusement le 29 décembre 1993 à 31 ans. Sa voiture est retrouvée sur le port de Bastia, mais sans aucune trace de son propriétaire.

## Sources
- Collectif, Football 84, Les guides de l'Équipe, 1983, cf. page 51.
- Collectif, Football 89, l'Équipe, 1988, cf. page 58.